# Burzum
Burzum是由挪威音乐家灣岬狼（Varg Vikernes）建立的音乐项目。Burzum 于1991在挪威卑尔根成立，并迅速成为早期挪威黑金属运动的重要一员。在1992年和1993年期间，Burzum 录制了4张专辑。然而，在1994年，灣岬狼因谋杀 Mayhem 乐队吉他手 Euronymous 并被指控与数起焚烧教堂事件有关而被判入狱。在狱中，灣岬狼录制了2张黑暗氛围风格的专辑，其乐器部分完全由合成器完成，因为他在狱中被禁止使用吉他，贝司和架子鼓等乐器。Burzum 是黑金属音乐中最具有影响力的成员之一。

## 历史

### 成立初期 (1991–1993)

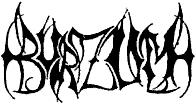
在Demo II封面上出现的Burzum徽标

1989年，灣岬狼开始在 Old Funeral 乐队中演出，其成员后来成立了 Immortal 乐队。灣岬狼在 Old Funeral 乐队担任吉他手，直到他在1991年离开该乐队并组建了他的单人乐队—— Burzum。就在灣岬狼录制了2张样片之后，他开始涉及了挪威黑金属运动，无论是该运动的音乐理念还是意识形态，都使灣岬狼产生了极大兴趣。他的样片吸引了 Mayhem 乐队 Øystein Aarseth 的注意力，Aarseth 刚刚成立了 Deathlike Silence Productions 唱片公司。随即 Burzum 与该公司签约，并在不久之后，Burzum 开始录制首张同名专辑。根据灣岬狼官方网站上的个人自传，他曾打算用最糟糕的录音质量制作这张专辑(因为糟糕的录音质量成为早期挪威黑金属运动的标志之一)，尽管最后仍使它听起来可以接受。Burzum 的同名首张专辑发行于1992年，这是在 Deathlike Silence Productions 公司下发行的第二张唱片。Mayhem 吉他手 Euronymous 在该专辑的曲目 "War" 中参与了吉他独奏部分，根据灣岬狼的说法，Euronymous 只是“玩玩而已”。
灣岬狼曾说过他从未在 Burzum 进行任何现场演出，尽管有一阵子他有意进行现场演出，并且 Emperor 乐队的 Samoth 作为贝司手加入了乐队，但是只参与了 EP Aske的录制。此外，Burzum 曾雇用 Erik Lancelot 作为鼓手，但是没有参与任何 Burzum 作品的录制，和 Samoth 一样也没有进行任何现场演出。在这之后，灣岬狼失去了进行现场演出的兴趣，并且声称他“甚至不再需要客串乐手”。因此，Samoth 和 Lancelot 离开了 Burzum。
专辑 Det som engang var 于1992年录制，作为 Burzum 的第二张专辑在1993年发行。

在1991至1994年期间使用的Burzum徽标

### 入狱期间 (1994–2009)

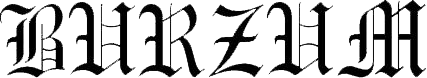
在1994至2009年期间使用的Burzum徽标

1994年5月15日，Burzum 发行了 Hvis lyset tar oss，一张由一些之前录制的作品组成的全新专辑。Burzum 一直作为单人项目直到1994年，灣岬狼因被指控谋杀 Euronymous 以及与数起焚烧教堂事件有关而被逮捕。灣岬狼入狱后，在1996年1月1日，发行了专辑 Filosofem，这张专辑是在1993年3月维克耐斯入狱前录制的。在狱中，灣岬狼录制了2张黑暗氛围风格的专辑。它们分别是1997年发行的 Dauði Baldrs 和1999年发行的 Hliðskjálf。

### 出狱后 (2009至今)

在2010发行的专辑Belus上使用的 Burzum 徽标

就在灣岬狼被释放不久后，他开始创作新作品，9只金属曲目，氛围化的前奏与结尾部分组成了新的专辑。根据灣岬狼的说法，有几家唱片公司都对发行他十一年来的首张专辑感兴趣。他提及他的新专辑，“我想要慢慢地，并且用我想要的方式完成它。它将是金属乐，歌迷们可以期望纯正的 Burzum”。
这张专辑最初被命名为 "Den hvite guden"(白色上帝)，但是后来维克耐斯决定改名为 "Belus"，并由 "Byelobog productions" 唱片公司在2010年3月8日发行。。
Burzum 的最新专辑，Fallen于2011年3月7日发行。

## 音乐风格
Burzum 的音乐风格拥有常见的黑金属音乐特征，包括失真的吉他，吉他轮拨连复段，极端唱法，双踩架子鼓。乐队的所有专辑都具有低录制质量的特点。乐队早期作品受到了很深的托尔金作品的影响。例如，灣岬狼最初使用的假名"格里什纳克伯爵"（Count Grishnackh）就是取自托尔金作品中的兽人角色 "Grishnákh"。 Burzum 的命名由来也反映出了托尔金的影响："Burzum" 是魔多黑暗语中"黑暗"的意思（尽管灣岬狼相信对于异教徒这个词意味着"光明"，与基督徒认为的"黑暗"意思相反），Burzum 一词可见于至尊魔戒的印刻之上，其中"…agh burzum-ishi krimpatul"，意即"将它们(众戒)归一黑暗中"。
在音乐表现形式上，Burzum 逐渐从简单的，原始黑金属发展到受到古典音乐影响的氛围化音乐，并体现出简约的倾向和黑暗的气氛。灣岬狼的音乐特征具有催眠般的重复性，简单但是深奥的歌曲结构。这种标志性的声音在 Burzum 的黑金属专辑与黑暗氛围专辑中都获得了呈现。灣岬狼曾描述 Burzum 的音乐是某种"咒语"，或者是一个虚构的异教世界中的娱乐活动。灣岬狼声称，每一张专辑都被设计为一种"咒语"，每张专辑的首支曲目意在使听众更加能接受"魔法"，接下来一首歌激起"精神游离的状态"，而最后一首歌将听众带入一个奇幻世界（听众会入睡并进入梦境）。灣岬狼说起他创造这个奇幻世界的目的是因为对现实世界的不满。他曾说 Burzum 要表达的信息可以在首张专辑的首支曲目（"Feeble Screams from Forests Unknown"）的歌词中找到。

## 唱片集

### 专辑
| 名称                        | 录制时间             | 发行时间   |
| --------------------------- | -------------------- | ---------- |
| Burzum                      | 1992年1月            | 1992年3月  |
| Aske                        | 1992年12月           | 1993年3月  |
| Det som engang var          | 1992年4月            | 1993年8月  |
| Hvis lyset tar oss          | 1992年9月            | 1994年5月  |
| Filosofem                   | 1993年3月            | 1996年1月  |
| Dauði Baldrs                | 1994–1995年 (在狱中) | 1997年10月 |
| Hliðskjálf                  | 1998年 (在狱中)      | 1999年4月  |
| Belus                       | 2009–2010年          | 2010年3月  |
| Fallen                      | 2010年11月           | 2011年3月  |
| From the Depths of Darkness | 2010年3月            | 2011年11月 |
| Umskiptar                   | 2011年9月            | 2012年5月  |
| Sôl austan, Mâni vestan     | 2012                 | 2013年5月  |
| The Ways of Yore            | 2013–2014            | 2014六月   |

### EPs
- Aske (1993)

### 单曲
- Mythic Dawn (2015)
- Forgotten Realms (2015)
- Thulean Mysteries (2015)

### 样片
- Burzum Demo I (1991)
- Burzum Demo II (1991)
- Burzum Promo (1992)

### 视频
- Dunkelheit (1996)
- Until The Light Takes Us (2008)

### 合集
- Burzum / Aske (1995)
- 1992-1997 (1998)
- Anthology (2002)
- Draugen - Rarities (2005)
- Anthology (2008)

### 其他
- Presumed Guilty (1998) (贡献曲目"Et hvitt lys over skogen")
- Gummo soundtrack (1998) (贡献曲目"Rundtgåing Av Den Transcendentale Egenbetens Støtte")
- Fenriz Presents... The Best of Old-School Black Metal (2004) (贡献曲目"Ea, Lord of the Depths")

### 向Burzum致敬
- Visions: A Tribute to Burzum (2002)
- A Man, A Band, A Symbol (2003)
- Wotan Mit Uns! (2003)
- The Tribute (2005)
- Burzum Tribute Attakk (2005)
- Triumph und Wille (2006)
- Lost Freedom (2007)
- A Hungarian Tribute to Burzum: Life Has New Meaning (2008)
- Tribute to Burzum: When the Night Falls - Bethlehem Struluckt (2009)
- A Tribute To Varg Vikernes: Born To Be White (2010)

## 成员
目前成员：
- 灣岬狼 （1991至今） - 主唱，节奏吉他，主音吉他，贝司，鼓，合成器

前任成员及客串乐手：
- Samoth （Tomas Haugen）（前 Emperor 成员）– 在 Aske（1992）专辑演奏贝司
- Euronymous（Øystein Aarseth）（前 Mayhem 成员）– 参与 Burzum专辑,在曲目 "War" 演奏吉他独奏,在 "Dungeons of Darkness" 中演奏锣